# 今井昭暢
今井 昭暢（いまい あきのぶ、1979年3月22日 - ）は声優、俳優。東京都出身。血液型はA型。
以前はB-Boxに所属していた。

## 出演

### テレビアニメ
2005年
- IZUMO -猛き剣の閃記-（悪霊）
- うえきの法則（ガンジ、部長）
- tactics（神父、鳴釜、骨唐傘）

2006年
- 銀魂（浪士A）

2007年
- MOONLIGHT MILE シリーズ（監視員A、アナウンサー、ナビゲーターB 他） - 2シリーズ

2014年
- ブラック・ブレット（聖居職員A、医師、部下）

2017年
- メイドインアビス（客）

2018年
- ひそねとまそたん（防衛部長）
- BANANA FISH（刑事、ワイゼンバーグ、囚人）

2019年
- さらざんまい（係員、一稀の祖父）

### 劇場アニメ
- 劇場版 NARUTO -ナルト- 大興奮!みかづき島のアニマル騒動だってばよ（2006年）
- ホッタラケの島 〜遥と魔法の鏡〜（2009年）
- 薄暮（2019年）

### ゲーム
- マナケミア2 〜おちた学園と錬金術士たち〜（2008年、エリク）
- 天地大乱（2009年）
- 伯爵と妖精 〜夢と絆に想いを馳せて〜（2009年）
- サモンナイト5（2013年、マネマネ天師[3]）
- ファイトリーグ（2017年、呪いの祖父とクリーム）

### 吹き替え
- ジョー・ダート 華麗なる負け犬の伝説（ザンダー･ケリー〈デニス・ミラー〉）

### 実写映画
- デトロイト・メタル・シティ（2008年）
- BALLAD 名もなき恋のうた（2009年）

### ラジオ
- 天地大乱 ネットラジオ・ネトラGM（2009年）